# Wat Rong Khun
Il Wat Rong Khun (in tailandese: วัดร่องขุ่น), meglio noto in Italia come Tempio Bianco, è un edificio di recente realizzazione situato a 15 chilometri dalla città di Chiang Rai, in Thailandia. È un particolarissimo tempio al contempo buddista ed induista, progettato dal pittore visionario Chalermchai Kositpipat.
La sua costruzione ebbe inizio nel 1997 ma, come per la Sagrada Família, non è chiara la data in cui la sua costruzione dovrebbe concludersi; si parla tradizionalmente del 2070. È realizzato completamente in gesso bianco e specchietti (che, riflettendo il sole, creano i giochi di luce tanto cari all'artista), elemento in parte criticato dalle popolazioni indigene in quanto "contro la tradizione" locale, che prevede uno stile architettonico basato su colorazioni vivide e sgargianti.

## Storia
Alla fine del XX secolo, il tempio originale di Wat Rong Khun era in cattivo stato e non erano disponibili fondi per la ristrutturazione. Chalermchai Kositpipat, un artista locale di Chiang Rai, si offrì di ricostruire completamente il tempio e finanziare il progetto con i propri soldi. Il progetto iniziò nel 1997 ma è ancora oggi in corso e ogni anno vengono aggiunti al tempio nuovi dettagli ed ampliamenti. 

## Architettura
Il tempio è caratteristico per il suo colore bianco che viene reso ancora più luminoso dalla presenza di alcuni piccoli frammenti di vetro a specchio incastonati nelle pareti.
La struttura del tempio e le scelte architettoniche dell'artista nascondono un forte significato simbolico. Il colore bianco è stato scelto perché rappresenta la purezza degli insegnamenti del Buddha. Il percorso che il visitatore deve attraversare per arrivare alla sala principale (Ubosot) rappresenta invece il ciclo del samsara ovvero il ciclo di morti e rinascite che ogni essere vivente deve percorrere per arrivare all'illuminazione. Il percorso inizia attraversando un mare di mani che escono dal terreno e che rappresentano il desiderio e la brama mentre le due figure demoniache ai lati del ponte centrale simboleggiano le tentazioni. Attraversando il ponte si arriva invece alla "porta del paradiso", ovvero all'ingresso dell'Ubosot, la sala principale del tempio.
L'Ubosot incarna elementi di design della classica architettura tailandese come il tetto a tre livelli e l'abbondante uso di serpenti Naga . All'interno del tempio, l'arredamento passa rapidamente dal bianco incontaminato al focoso e sconcertante. I murali raffigurano vorticose fiamme arancioni e volti di demoni, intervallati da idoli e super eroi occidentali come Michael Jackson, Neo di Matrix e Freddy Krueger. Immagini di guerre nucleari, attacchi terroristici come l’attacco al World Trade Center e pompe petrolifere sottolineano l’impatto distruttivo che gli esseri umani hanno avuto sulla terra. La presenza di Harry Potter, Superman e Hello Kitty confonde un po’ il messaggio, ma la morale generale è chiara: le persone sono malvagie.